# Owen Coyle
Owen Columba Coyle (* 14. Juli 1966 in Paisley, Schottland) ist ein ehemaliger schottisch-irischer Fußballspieler und aktueller Fußballtrainer.
Er spielte in seiner Profikarriere für mehrere Vereine, z. B. für die Bolton Wanderers, FC Motherwell und Dundee United. Insgesamt absolvierte er 669 Spiele und 249 Tore in verschiedenen Ligen. Zur Saison 2013/14 wurde er Trainer bei Wigan Athletic, wo er am 2. Dezember 2013 entlassen wurde.
Am 8. Dezember 2014 unterzeichnete er einen Drei-Jahres-Vertrag bei Houston Dynamo.